# Brix (Manche)
Brix település Franciaországban, Manche megyében. Lakosainak száma 2146 fő (2022. január 1.). Brix Breuville, Le Mesnil-au-Val, Négreville, Rauville-la-Bigot, Saint-Joseph, Saint-Martin-le-Gréard, Saussemesnil, Sottevast, Tollevast és Cherbourg-en-Cotentin községekkel határos.

## Népesség
A település népességének változása:
| Lakosok száma | 1357 | 1600 | 1828 | 2020 | 2095 | 2114 | 2131 | 2155 | 2152 | 2146 |
|               | 1968 | 1982 | 1990 | 2006 | 2013 | 2015 | 2017 | 2019 | 2020 | 2022 |